# Ludwig von Stiernberg
Louis von Stiernberg (* 10. Januar 1835 in Kassel; † 6. Mai 1913 ebenda) war ein deutscher Richter und Abgeordneter.

## Leben
Louis von Stiernberg war Sohn von Eduard v. Stiernberg, Staatsrat und Direktor des Obersteuerkollegiums. Er studierte an der Philipps-Universität Marburg Rechtswissenschaft. Am 14. Juni 1855 wurde er im Corps Teutonia zu Marburg recipiert. Nach dem Studium schlug er die Richterlaufbahn ein. Er wurde 1867 Kreisrichter in Rotenburg an der Fulda und 1879 Amtsrichter in Sigmaringen. Von dort wechselte er 1881 an das Amtsgericht Marburg. Zuletzt war er Amtsgerichtsrat am heimatlichen Amtsgericht Kassel. 1888–1893 vertrat er den Wahlkreis Kassel 10 (Marburg) im Preußischen Abgeordnetenhaus. Er gehörte der Fraktion der Konservativen Partei (Preußen) an. In Kassel verlebte er auch den Ruhestand. Verheiratet war er mit Elisabeth v. Specht.